# Blanca de Mallorca
Blanca de Mallorca (~1289 - abans de 1313) fou infanta de Mallorca. També anomenada Blanqueta, era filla del rei Jaume II de Mallorca i Esclarmonda de Foix, neta per línia paterna del comte-rei Jaume el Conqueridor i la princesa Violant d'Hongria, i neta per línia materna del comte Roger IV de Foix i Brunissenda de Cardona. Fou germana del rei Sanç I de Mallorca, l'infant Jaume de Mallorca i Elisabet de Mallorca, entre d'altres.

## Biografia
Se'n desconeix la data del seu naixement, que s'hauria de situar entre els anys 1285 i 1289.
El maig de 1285, el rei Pere II d'Aragó entrava al palau reial de Perpinyà i capturava a la reina de Mallorca, Esclaramunda de Foix, amb varis dels seus fills (nebots alhora del rei Pere). L'acció era una represàlia d'Aragó contra el seu germà, el rei Jaume II de Mallorca, atès que aquest últim s'havia aliat amb el rei de França i el Papa en la croada contra la Corona d'Aragó. És probable que la infanta Blanca fos capturada aquí al costat de la seva mare i els seus germans. Una altra possibilitat és que fos lliurada com a ostatge en algun altre moment posterior, entre els anys 1285 i 1289, com a part d'alguna treva.
Fos d'una manera o d'una altra, l'any 1289 la infanta Blanca restava captiva sota el control del seu cosí, el rei Alfons III d'Aragó. Aquest, en una carta datada el 23 de desembre de 1289, escrivia a na Clusa de Terill (d'Erill?) donant-li permís per alliberar Blanqueta, filla del rei de Mallorca "Blancheta, filia dompo Iacobi avunculi nostri," que li havia estat confiada perquè la custodiés (reg. 80, f. 163v).
La data de la seva mort es pot situar abans de l'any 1313, ja que la seva mare no la menciona en el seu testament.

## Possibles matrimonis
Més enllà de la carta on se la menciona l'any 1289, se'n desconeix cap altre detall biogràfic. El més probable és que morís durant la infantesa
És possible, tanmateix, que Blanca, primera esposa de Robert III d’Artois, es tractés en realitat de Blanca de Mallorca, i no de Blanca de Borgonya com s'afirma de forma errònia en algunes fonts. Aquesta hipòtesi podria explicar que un dels fills de Robert portés el nom de Jaume.